# Ecnomus pakadji
Ecnomus pakadji là một loài Trichoptera trong họ Ecnomidae. Chúng phân bố ở miền Australasia.